# Municipio de Los Ramones
El municipio de Los Ramones es uno de los 51 municipios del estado de Nuevo León, México, en la región de la llanura costera del Golfo. Está conformado por 74 localidades. Limita al norte con el municipio de Cerralvo, al sur con municipio General Terán, al este con los municipios China y Los Herreras y al oeste con los municipios Cadereyta Jiménez, Pesquería, Doctor González y está ubicado a 70 km de distancia de Monterrey. Como buena parte del estado, fuera del área metropolitana de Monterrey, cuenta con 6,040 habitantes. Fundado el 31 de octubre de 1912. 
El nombre del municipio es en honor a Juan Ignacio Ramón y Buenaventura Ramón quienes fueron los próceres de la Independencia de México. 

## Historia
Todas las referencias históricas concernientes al origen del municipio de Los Ramones, coinciden en señalar a don Francisco Plácido Rodríguez Baca como su fundador, hacia el último tercio del siglo XVIII. Rodríguez Baca, se decía descendiente del capitán Diego de Rodríguez. 
El primer nombre de los ramones nuevo león fue "Rancho el capadero" como su fundador Rodríguez Baca lo nombró. 
En el lugar donde se encuentra actualmente la cabecera municipal de Los Ramones, constituía antiguamente una primitiva merced de tierras otorgadas a favor del Alférez José Ochoa de Elejalde. Comprendía entonces tres caballerías de tierras y un sitio de ganado mayor, con saca de agua, localizado abajo de la punta de la Sierra Papagayos, de la otra Banda del río Pesquería, según se asienta en documentos de la época y lindaba por el sur con el camino de Monterrey a la villa de Cerralvo. 
En el año de 1847, los vecinos de este lugar elevaron una instancia al Gobierno del Estado pidiendo la segregación de este pueblo del municipio de Cerralvo al de Cadereyta Jiménez y como resultado el H. Congreso del estado aprobó el decreto relativo a la fecha 7 de noviembre del citado año y desde esa fecha dejó de pertenecer a Cerralvo, para depender de Cadereyta Jiménez. 
El 5 de septiembre de 1915 se presentó a ésta el coronel Diódoro de la Garza, haciendo presente a las autoridades la misión que traía. Desde luego, se liberaron avisos a todos los pobladores del municipio haciéndose del dominio público, para que concurrieran a la cabecera y el día 6 a las nueve horas, se verificó la elección, se levantó el acta respectiva en la que figuraron dos planillas de candidatos, resultando un triunfante, se levantó enseguida el acta de instalación del Ayuntamiento.

## Escudo
El escudo está conformado por cuatro cuarteles y un escusón. En el escusón se observan unos escudos de armas en honor al fundador del primer asentamiento humano, Plácido Rodríguez y de Ramón.
En el cuartel superior derecho se encuentra un león con corona, en el cuartel superior izquierdo de fondo la Sierra Papagayos y el río Pesquería en frente, en el cuartel inferior derecho el antiguo Templo de San José y por último en el cuartel izquierdo inferior el edificio de la presidencia municipal.
Por último, el escudo tiene una banda en la cual aparece el nombre “Los Ramones N.L”.

## Fiestas y Tradiciones
El 19 de marzo se celebra la fiesta religiosa de San José, el patrono del pueblo. Participan matlachines, juegos pirotécnicos y quema de castillo. También, el aniversario en erección de Villa se realiza una feria con vendimias, bailes, juegos mecánicos y gastronomía.
En honor a San Isidro Labrador se realiza una fiesta ya que durante la época de sequía los ciudadanos tienen como tradición tomar una imagen de este Santo y llevarla al campo mientras cantan y rezan pidiendo al cielo que llueva, lo que ocurre dos o tres días después del evento.
En el Ejido “La Conquista” se organiza una fiesta tradicional en donde se realiza un desfile de caballos y baile.

## Relieve e hidrografía
Ubicada al noreste del municipio, la Sierra Papagayos es la principal elevación; con algunos lomerios de menor importancia. El río Pesquería pasa por la cabecera municipal; y el río San Juan, por el sur; los arroyos Ayanucal y Mojarras llevan mayor cantidad de agua durante la época de lluvias.
Los meses de lluvia pueden variar, durante el mes de septiembre se presentan una importante captación de agua, muy frecuentemente el río pesquería eleva su cauce a consecuencia de las lluvias que se presentan no solo en este municipio sino también en sus alrededores.
La Sierra Papagayos es la última llanura más alta que se presenta en todo el estado de Nuevo León si se viaja hacia Reynosa o Estados Unidos, si usted es un viajero que va de Monterrey a Reynosa y de ahí, rumbo a ciudades importantes de Estados Unidos, se puede topar con esta sorpresa,
En esta Montaña usted puede subir en Jeep o a caballo o bien si lo prefiere puede acampar y tratar de escalar por lugares poco transitados.

## Clima, vegetación y fauna
Su clima es seco estepario (BS). Su vegetación es de tipo estepario: uña de gato, nopal, pitaya, mezquite. Entre los animales están: la víbora, el coyote, el jabalí, el armadillo, las tortugas terrestres, el conejo, el gato montez, pumas que bajan del cerro, la liebre y el venado cola blanca.

## Presidente municipal
| Presidente municipal            | Periodo   | Partido político | Partido político                     |
| ------------------------------- | --------- | ---------------- | ------------------------------------ |
| Narciso Rodríguez Garza         | 1939-1940 |                  | Partido de la Revolución Mexicana    |
| Francisco González              | 1941      |                  | Partido de la Revolución Mexicana    |
| Luz Garza Villarreal            | 1942      |                  | Partido de la Revolución Mexicana    |
| Maximiliano Vela                | 1943-1944 |                  | Partido de la Revolución Mexicana    |
| Inés Serna Chapa                | 1944      |                  | Partido de la Revolución Mexicana    |
| Narciso Rodríguez Garza         | 1944-1945 |                  | Partido de la Revolución Mexicana    |
| Ubaldo Garza Salinas            | 1946-1948 |                  | Partido Revolucionario Institucional |
| Librado Ríos Garza              | 1952-1954 |                  | Partido Revolucionario Institucional |
| Francisco González G.           | 1955-1957 |                  | Partido Revolucionario Institucional |
| Úrsulo Maldonado Chapa          | 1958-1960 |                  | Partido Revolucionario Institucional |
| Óscar Rodríguez González        | 1961-1963 |                  | Partido Revolucionario Institucional |
| Filomeno Arizpe Díaz            | 1964-1966 |                  | Partido Revolucionario Institucional |
| Amado Gómez Garza               | 1967-1969 |                  | Partido Revolucionario Institucional |
| Francisco González Rodríguez    | 1970-1971 |                  | Partido Revolucionario Institucional |
| César Eliud Ochoa Rodríguez     | 1972-1973 |                  | Partido Revolucionario Institucional |
| Manuel Lozano García            | 1974-1976 |                  | Partido Revolucionario Institucional |
| Julio Navarro García            | 1977-1979 |                  | Partido Revolucionario Institucional |
| Florentino Vela Garza           | 1980-1982 |                  | Partido Revolucionario Institucional |
| Óscar Rodríguez González        | 1983-1985 |                  | Partido Revolucionario Institucional |
| Jesús Rodríguez Leal            | 1986-1988 |                  | Partido Revolucionario Institucional |
| Hugo César Cantú Rodríguez      | 1989-1991 |                  | Partido Revolucionario Institucional |
| Abid Federico González Salinas  | 1992-1994 |                  | Partido Revolucionario Institucional |
| Nora Elía Pérez Arce            | 1994-1997 |                  | Partido Revolucionario Institucional |
| Amadeo Ramírez Ramírez          | 1997-2000 |                  | Partido Acción Nacional              |
| José Alberto Treviño Oviedo     | 2000-2003 |                  | Partido Acción Nacional              |
| José Luis Cortés Ochoa          | 2003-2006 |                  | Partido Acción Nacional              |
| Amadeo Ramírez Ramírez          | 2006-2009 |                  | Partido Acción Nacional              |
| Santos Salínas Garza            | 2009-2012 |                  | Partido Acción Nacional              |
| Sergio Gómez Castillo           | 2012-2015 |                  | Partido Acción Nacional              |
| Rosendo Galván Medina           | 2015-2018 |                  | Partido Revolucionario Institucional |
| Juan Antonio Guajardo Mora      | 2018-2021 |                  | Partido Acción Nacional              |
| Jesús Plácido Rodríguez Treviño | 2021-2024 |                  | Nueva Alianza Nuevo León             |